# Gastón Sirino
Leandro Gastón Sirino (sinh ngày 22 tháng 2 năm 1991 ở Montevideo, Uruguay) là một cầu thủ bóng đá người Uruguay hiện tại thi đấu cho Mamelodi Sundowns F.C. (Nam Phi).